# Amber Smith
Amber Smith (Tampa, Florida, 2 de març de 1971) és una actriu i model estatunidenca.

## Biografia
Amber és filla del jugador de futbol americà professional Russ Smith i de Carol Smith.

## Carrera professional

### Carrera com a model
Smith va començar a fer de model als 16 anys. En la seva adolescència va viatjar a París, França, on va treballar com a model per tot Europa durant quatre anys. El salt es va produir quan el seu cabell ros natural es va tenyir de vermell, assemblant-se a l'estrella de cinema Rita Hayworth.

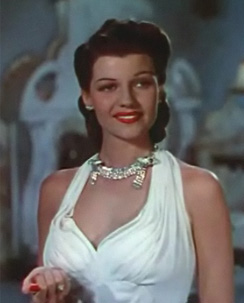
Rita Hayworth,

Smith va aparèixer als números anteriors de la revista Sports Illustrated Swimsuit Issue, i va esdevenir la primera nena a la revista Esquire Vargas de la dècada de 1990. També es va convertir en el primer model de la campanya de Wonderbra. Més tard, va posar per al fotògraf Helmut Newton per a una campanya publicitària de Wolford, i va ser el model per a la campanya de roba interior 2002 per Venus Victoria, la companyia europea germana de Victoria's Secret.
Smith ha aparegut en les portades de les revistes de moda i les revistes femenines Vogue, Elle, Cosmopolitan i Marie Claire, entre d'altres, i va ser portada el març del 1995 de Playboy. Va aparèixer en la publicitat de L'Oréal, Buffalo Jeans, els cigarrets Camel, licors Kahlúa, els automòbils Volkswagen, i Panamà Jack, entre d'altres, i ha caminat per la passarel·la per a dissenyadors de moda com Chanel i Jean Paul Gaultier.

### Carrera en l'actuació
Smith va ser triada per al seu primer paper en Fatihfull de Paul Mazursky, en una referència de Robert De Niro que es deriva de les audicions del seu Casino.
També va aparèixer en The Funeral, dirigida per Abel Ferrara, i a L'amor té dues cares de Barbra Streisand. Va aparèixer en Susan Lefferts, i en LA Confidential de Curtis Hanson. Smith, que s'assembla a la Hayworth, va entrar amb un paper en la pel·lícula per la televisió per cable HBO, The Rat Pack. També va tenir un paper en American Beauty. El seu paper més important ha estat com l'estrella de la sèrie Sin City, que es va estrenar el 2007. Va fer d'Angélica, una consultora de Las Vegas per als grans apostadors  dels casinos. En general, ha exercit diversos papers en diverses pel·lícules de 1990 i sèries de televisió. Des de l'any 2000, ha aparegut principalment en pel·lícules.

### Realitys de televisió
Smith va aparèixer com a membre del repartiment en la segona temporada de Celebrity Rehab, que descriu els seus 16 anys de lluita amb els opiacis i l'addicció a l'alcohol.
Posteriorment va aparèixer a la Casa de la sèrie 2009 Sober, un spin-off de Celebrity Rehab centrat en un ambient sobri.
Posteriorment va aparèixer el 2009 en la sèrie Sex Rehab with Dr. Drew. Durant aquestes aparicions, va relatar les històries de la seva mare amb l'addicció i la codependència, que va començar quan Smith era un adolescent, i les seves experiències amb la violació i la prostitució.
A Celebrity Rehab, el Dr. Drew Pinsky, va indicar que ella estava vivint amb la seva mare a Los Angeles, i "fent un treball fantàtic... És algú que arriba i és una font d'inspiració i de servei als altres pacients."

### Assumptes legals
El nom de Smith van sorgir el gener de 2008 en relació amb la fallida de l'empresa d'entreteniment Axium. Una demanda dels socis de l'empresa per malversació de fons per un lloguer a Los Angeles, Califòrnia, el pagament del seu automòbil i l'emissió de "nombrosos pagaments" de Smith.

## Filmografia
| Pel·lícules | Pel·lícules                    | Pel·lícules           | Pel·lícules                                                |
| Any         | Pel·lícula                     | Paper                 | Notes                                                      |
| ----------- | ------------------------------ | --------------------- | ---------------------------------------------------------- |
| 1996        | Fidelment teva (Faithful)      | Debbie                |                                                            |
| 1996        | The Funeral                    | Bridgette             |                                                            |
| 1996        | The Mirror Has Two Faces       | Felicia al vídeo      |                                                            |
| 1997        | Laws of Deception              | Elise Talbot          |                                                            |
| 1997        | Lowball                        | Paula                 |                                                            |
| 1997        | Sleeping Together              | Cathy                 |                                                            |
| 1997        | Red Shoe Diaries 7: Burning Up | Alia                  | Segment: "Runway"                                          |
| 1997        | Parts íntimes (Private Parts)  | Julie                 |                                                            |
| 1997        | L.A. Confidential              | Susan Lefferts        |                                                            |
| 1997        | Def Jam's How to Be a Player   | Amber                 |                                                            |
| 1998        | Mars                           | Sheila                |                                                            |
| 1999        | American Beauty                | Christy Kane          |                                                            |
| 2000        | Deception                      | Vanessa Rio           |                                                            |
| 2000        | The Midnight Hour              | Alex                  | Títols alternatius: In the Midnight Hour & Tell Me No Lies |
| 2000        | Dirk and Betty                 | Beautiful Canyon Girl |                                                            |
| 2001        | Reasonable Doubt               | Charlie               | Títols alternatius: Crime Scene & The Baptist              |
| 2001        | Gresca de solters (Tomcats)    | Gorgeous Redhead      |                                                            |
| 2001        | How High                       | Professor Garr        |                                                            |
| 2002        | New Suit                       | Jennifer              |                                                            |
| 2003        | Dead End                       | Lady in White         |                                                            |
| Television  |                                |                       |                                                            |
| Any         | Títol                          | Paper                 | Notes                                                      |
| 1992        | Inferno                        |                       | telefilm                                                   |
| 1993–1995   | Red Shoe Diaries               | The Model             | 2 episodis                                                 |
| 1997        | Head Over Heels                | Rachel                | 1 episodi                                                  |
| 1997        | Friends                        | Maria the Gym Lady    | Episodi: "The One with the Ballroom Dancing"               |
| 1998        | The Rat Pack                   | Broad at casino       | telefilm                                                   |
| 1998        | V.I.P.                         | Davina                | episodi: "Beats Working at a Hot Dog Stand"                |
| 1998        | Pacific Blue                   | Diane Verne           | 1 episodi                                                  |
| 1999        | Silk Stalkings                 | Virginia              | 2 episodis                                                 |
| 2007        | Sin City Diaries               | Angelica              | 13 episodis                                                |
| 2010        | Lingerie                       | Giovanna              | 13 episodis                                                |